# Christopher Maboulou
Christopher Maboulou (Montfermeil, 19 marzo 1990 – Montfermeil, 10 gennaio 2021) è stato un calciatore francese, di ruolo centrocampista.

## Biografia
È morto il 10 gennaio 2021 a causa di un arresto cardiaco, accusato mentre stava disputando una partita con gli amici nella città natale di Montfermeil.

## Carriera
Esordisce nel calcio professionistico nella stagione 2009-2010, quando gioca con la maglia dello Chateauroux una partita in Ligue 2, la seconda serie francese; l'anno successivo gioca invece 15 partite nella medesima categoria, nella quale segna anche il suo primo gol in carriera in una competizione professionistica. Nella stagione 2013-2014 gioca 32 partite e va a segno in 10 occasioni, passando nell'estate del 2014 al Bastia, club di massima serie, con cui firma un contratto triennale. Al suo esordio in massima serie realizza una doppietta, giocando da titolare anche nelle settimane successive.